# Dabaré (Pabré)
Pour l’article homonyme, voir Dabaré.
Dabaré est une commune rurale située dans le département de Pabré de la province de Kadiogo dans la région Centre au Burkina Faso.

## Géographie
En 2006, cette localité comptait 1 320 habitants dont 50,8 % de femmes.